# Val McComie
Val McComie (* 1920 in Trinidad; † 4. Mai 2007 in Washington, D.C.) war ein Diplomat aus Barbados, der unter anderem zwischen 1980 und 1990 Stellvertretender Generalsekretär der Organisation Amerikanischer Staaten (OAS) war.

## Leben
McComie absolvierte nach dem Schulbesuch in Trinidad und Barbados ein Studium im Fach Moderne Sprachen an der Universität London, dem sich ein postgraduales Studium an der Universität Bordeaux sowie an der University of California, Los Angeles (UCLA) anschloss. Anschließend arbeitete er als Lehrer an Sekundarschulen in Barbados, Kalifornien und Ghana, ehe er nach der Unabhängigkeit von Barbados vom Vereinigten Königreich am 30. November 1966 in den diplomatischen Dienst von Barbados eintrat.
1968 wurde McComie zum Botschafter in den USA ernannt und war als solcher zugleich als Ständiger Vertreter bei der OAS akkreditiert. Während dieser Zeit war er maßgeblich an den Verhandlungen zum Eintritt von Barbados in die OAS und die Interamerikanische Entwicklungsbank (IDB) beteiligt. Danach war er von 1974 bis 1976 Botschafter in Venezuela.
1979 wurde er erstmals zum Stellvertretenden Generalsekretär der OAS für eine fünfjährige Amtszeit gewählt und bekleidete diese Funktion nach einer Wiederwahl 1984 zwischen 1980 und 1990 zehn Jahre lang. Nach dem vorzeitigen Rücktritt von Alejandro Orfila bekleidete er 1984 das Amt des OAS-Generalsekretärs für einige Zeit kommissarisch bis zum Amtsantritt von João Baena Soares. Während seiner Tätigkeit für die OAS setzte er sich für die Stärkung der Verbindung zwischen den einzelnen Mitgliedstaaten sowie die praktische Zusammenarbeit zwischen Lateinamerika und den englischsprachigen Staaten der Karibik ein. Daneben befasste er sich innerhalb der Organisation mit Fragen von Menschenrechten und Umweltschutz in der Region.